# Sorex tenellus
Sorex tenellus é uma espécie de musaranho encontrada no oeste dos Estados Unidos. Possui coloração cinza-clara e branca, com um crânio estreito e corpo pequeno, muito semelhante a Sorex nanus [en], mas com tons mais claros e tamanho ligeiramente maior. Habita diversos ambientes, desde regiões rochosas e montanhosas até áreas úmidas e zonas ripárias. Pouco se sabe sobre seus hábitos comportamentais e reprodutivos. Embora pouco estudada, acredita-se que sua população seja estável e não esteja sob ameaça.

## Taxonomia
Sorex tenellus foi descrito pela primeira vez por Clinton Hart Merriam em 1895. A localidade-tipo, Lone Pine Creek, está localizada no Condado de Inyo, Califórnia. Merriam identificou duas subespécies: S. tenellus tenellus (a subespécie nominotípica) e S. tenellus nanus (atualmente elevada à categoria de espécie, S. nanus). Em 1902, Merriam descreveu duas novas subespécies, S. tenellus lyelli e S. tenellus myops, a partir de espécimes coletados no verão anterior. A subespécie S. tenellus lyelli é agora reconhecida como uma espécie distinta, S. lyelli [en], enquanto S. tenellus myops foi identificada como uma espécie separada por Hartley Harrad Thompson Jackson em 1928, mas reclassificada como sinônimo de S. tenellus em 1941.
Devido ao seu tamanho e massa corporal intermediários entre S. nanus (maior) e S. ornatus [en] (menor), e à possibilidade de sobreposição de suas áreas de distribuição (embora isso ainda não tenha sido observado), é possível que as três espécies formem uma única espécie. Estudos genéticos do gênero Sorex realizados em 2003 e 2010 classificaram S. tenellus como pertencente ao subgênero Otisorex (junto com S. hoyi [en], S. monticolus [en], S. palustris e S. vagrans [en]) ou fora dele, em um clado fraco com S. fumeus [en], S. oreopolus [en] e S. ventralis [en].

## Descrição
Sorex tenellus é pequeno e de coloração clara. Suas partes superiores apresentam tom cinza-claro, enquanto as partes inferiores e as patas são brancas. A cauda é bicolor, com a parte superior mais escura que a inferior, que é branca. Seu crânio é pequeno, estreito e extremamente achatado, com a caixa craniana rebaixada em relação ao rostro e o palato delgado. Não há dimorfismo sexual significativo. Seu tamanho varia de 85 a 103 mm de comprimento, com uma cauda de 36 a 48 mm e peso entre 3,4 e 4,1 g. Comparado a S. nanus, com o qual já foi considerado coespecífico, S. tenellus é ligeiramente maior, com uma cauda mais longa, além de ser mais pálido e acinzentado. Como outros musaranhos pequenos, ele realiza muda bianual — para a pelagem de verão entre meados e final de julho e para a pelagem de inverno, provavelmente, em outubro.

## Distribuição e habitat
Sorex tenellus é encontrado exclusivamente nos Estados Unidos. Segundo dados de 2016 da União Internacional para a Conservação da Natureza (IUCN), ele ocorre apenas nos estados da Califórnia e Nevada. No entanto, um espécime foi registrado em 2014 nas Montanhas Deep Creek, em Utah, sendo o registro mais oriental da espécie até então e o primeiro em Utah.
Vive em diversos habitats, incluindo zonas ripárias, fundos de cânions, áreas rochosas e montanhosas, e comunidades de Abies magnifica [en]. A espécie pode ter uma tolerância relativamente alta a ambientes mais secos e é geralmente encontrada em altitudes acima de 2.300 m. Embora menos comum, também pode habitar zonas úmidas. A espécie foi encontrada em simpatria com S. preblei [en] no Parque Nacional Vulcânico Lassen, na Califórnia.

## Comportamento e ecologia
Praticamente nada se sabe sobre a ecologia, comportamento ou reprodução de Sorex tenellus, devido à escassez de estudos. Ele se alimenta principalmente de insetos (possivelmente corpos de insetos transportados pelo vento em altas altitudes) e outros pequenos invertebrados, como vermes, moluscos e centopeias. Permanece ativo durante todo o ano. Em 1987, S. tenellus foi identificado como hospedeiro de uma nova espécie de parasita unicelular, Eimeria inyoni, encontrado em suas fezes. O parasita, da subclasse Coccidiasina, foi notado por sua parede celular fina e lisa.

## Conservação
A IUCN classifica Sorex tenellus como espécie pouco preocupante devido à sua população estável, presença em várias áreas protegidas e ausência de ameaças significativas. Estima-se que a população ultrapasse 10.000 adultos e permaneça estável.